# Sigmoidoscopia

La  sigmoidoscopia  è una procedura minimamente invasiva con cui si procede all'ispezione del sigma e del retto. Per tale procedura si utilizza un sigmoidoscopio (un tubo flessibile o rigido con un'estremità che si illumina).

## Indicazioni
Viene utilizzato come esame diagnostico per le lesioni al colon fra cui le possibili masse tumorali e poliposi adenomatosa familiare del colon, per comprendere le cause che portano a diarrea o al dolore addominale.